# Treçan
Treçan (en francès Tressan) és un municipi occità del Llenguadoc, situat al departament de l'Erau, a la regió d'Occitània].